# دوسر مهمل
الدوسر المهمل (الاسم العلمي: Aegilops neglecta) هي نوع نباتي يتبع جنس الدوسر من الفصيلة النجيلية. 

## الموئل والانتشار
موطنه بلاد الشام والمغرب العربي وقبرص وتركيا والقوقاز واليونان والبلقان وجنوب أوروبا.

## مرادفات للاسم العلمي
- (باللاتينية: Triticum neglectum (Bertol.) Greuter)
- (باللاتينية: Aegilops triaristata Willd., nom. illeg.)
- (باللاتينية: Triticum triaristatum Godr. & Gren.)
- (باللاتينية: Aegilops ovata subsp. biuncialis (Vis.) Anghel & Beldie)
- (باللاتينية: Aegilops ovata subsp. triaristata Rouy, nom. illeg.)
- (باللاتينية: Triticum ovatum var. triaristatum Asch. & Graebn.)